# Otto Kuss
Otto Kuss (* 6. Januar 1905 in Lauban; † 7. Februar 1991 in Gütersloh) war ein katholischer Theologe und Professor für neutestamentliche Exegese an der Ludwig-Maximilians-Universität München.

## Biographie
Kuss studierte zwischen 1924 und 1931 Philologie und Theologie in Breslau, Bonn und Berlin. Mit einer Abhandlung über die Adam-Christus-Parallele promovierte er 1930 bei Friedrich Wilhelm Maier. Im darauffolgenden Jahr wurde er in Breslau zum Priester geweiht und arbeitete zunächst als Seelsorger in Liegnitz. Während des Dritten Reichs war er als Vikar am Breslauer Dom tätig. Seine Habilitation wurde wegen seines sehr deutlichen Widerstands gegen die nationalsozialistischen Machthaber verhindert.
Nach Kriegsende wurde Kuss als Kurat in Donaustauf sesshaft. 1946 folgte er einem Ruf der Philosophisch-theologischen Hochschule Regensburg als Professor der Patrologie. 1948 wechselte er als Ordinarius an die Erzbischöfliche Philosophisch-Theologische Akademie Paderborn. Schließlich wurde Kuss 1960 auf den Lehrstuhl für Neutestamentliche Exegese und Biblische Hermeneutik der Universität München berufen.

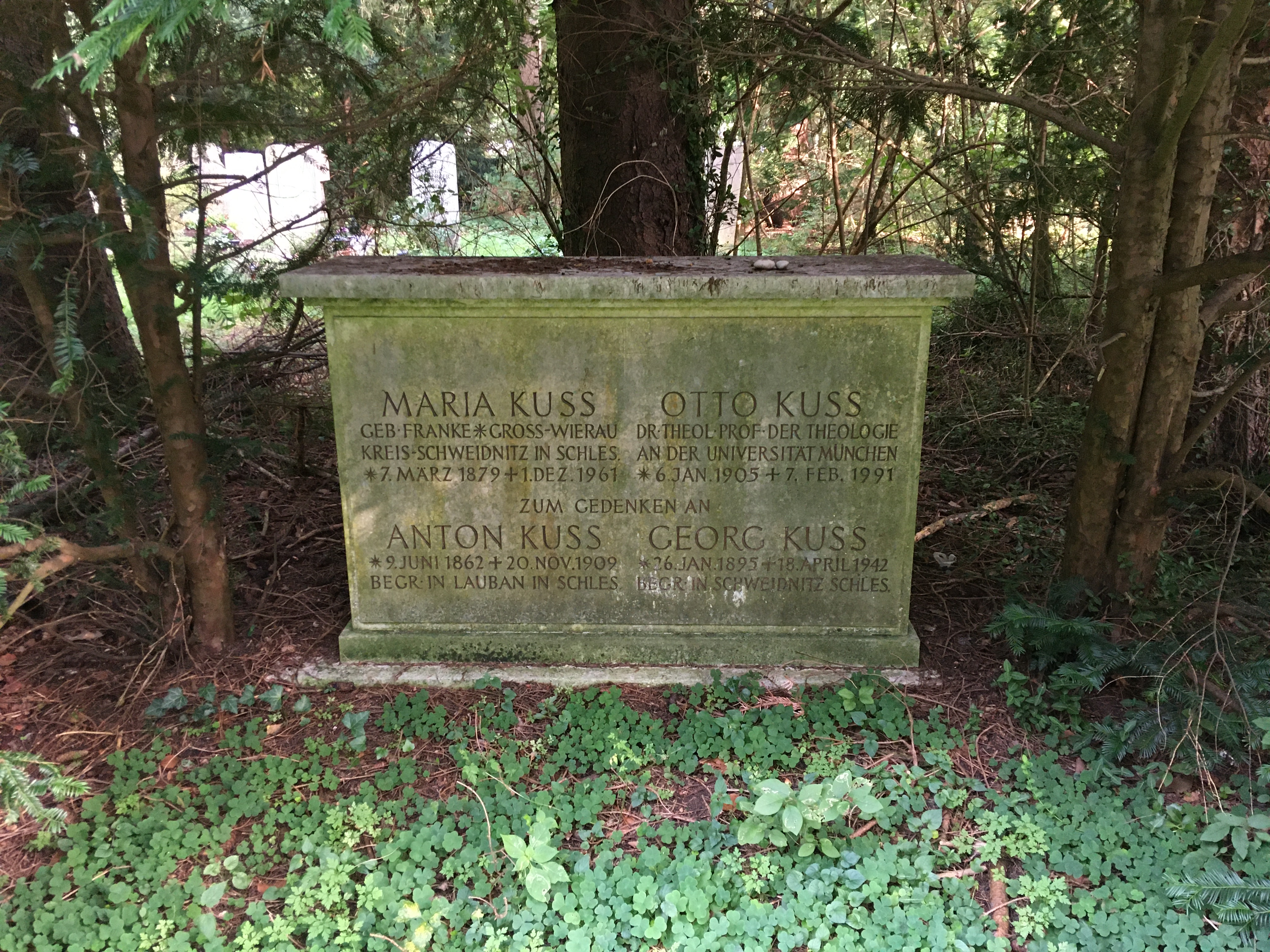
Grabmal von Otto Kuss auf dem Münchner Waldfriedhof, Neuer Teil (Nr. 430-W-2)

Am 1. April 1973 wurde Kuss emeritiert.

## Werke (Auswahl)
- Das heldische Jesusbild in der Gegenwart, in: Theologie und Glaube. Zeitschrift für den katholischen Klerus. 26. Jg. (1934), S. 685–711 (polemische Rezension „völkischer“ Jesusinterpretationen).
- Die Kirche in der Zeitenwende (mit Erich Wienand Kleinadam), Paderborn 1935.
- Die Theologie des Neuen Testamentes. Eine Einführung, Regensburg 1937.
- Was ist Christentum?, Regensburg  1938.
- Die Briefe an die Römer, Korinther und Galater (Regensburger Neues Testament, Bd. 6/1), Regensburg 1940.
- Der Brief an die Hebräer (Regensburger Neues Testament, Bd. 8/1), 2., durchges. u. erw. Aufl., Regensburg 1966 (1. Aufl. 1953).
- Der Römerbrief, 3 Bände, Regensburg 1957–1978 (nicht abgeschlossen; Kommentierung endet bei Röm 11,36).
- Paulus. Die Rolle des Apostels in der theologischen Entwicklung der Urkirche, Regensburg 1971.